# Voetbalkampioenschap van Nederlands-Indië
Het voetbalkampioenschap van Nederlands-Indië was een competitie die tussen 1914 en 1950 werd georganiseerd door de NIVU. De facto was deze competitie voornamelijk een kampioenschap van het hoofdeiland Java, hoewel teams uit Makassar en Medan ook een aantal keren deelnamen. Tegelijkertijd organiseerde de PSSI als inheemse voetbalbond eveneens Stedenwedstrĳden voor het voetbalkampioenschap van Indonesië.

## Geschiedenis
De uitgestrektheid van Nederlands-Indië maakte een nationale competitie onmogelijk. Slechts op regionaal niveau werden clubcompetities gespeeld die georganiseerd werden door lokale voetbalbonden. Deze voetbalbonden stuurden vervolgens elk een bondselftal om deel te nemen aan de Stedenwedstrĳden, waarin ze uitkomen tegen de andere voetbalbonden die elk eveneens aangesloten waren bij de Nederlandsch-Indische Voetbal Unie. De winnaar van de jaarlijkse stedenwedstrijden won het N.I.V.U.-Schild. Hoofdzakelijk ging het om de voetbalbonden Batavia, Semarang, Soerabaja, Bandoeng en Malang die allen afkomstig waren van het eiland Java, maar de bonden van Makassar uit Celebes en Medan uit Sumatra namen ook deel in de edities van 1949 en 1950.